# Unicorn: Warriors Eternal
Unicorn: Warriors Eternal è una serie televisiva animata statunitense del 2023, creata da Genndy Tartakovsky.
L'aspetto della serie è fortemente ispirato dalle opere di Osamu Tezuka e Max Fleischer. Prodotto da Cartoon Network Studios, con l'animazione fornita da Studio La Cachette in Francia e Studio Zmei in Bulgaria, la trama segue una squadra di antichi eroi che proteggono il mondo da una forza minacciosa. Nel corso della storia, gli unicorni li hanno simboleggiati, garantendo apparentemente che regni la bontà. Quando il risveglio degli eroi arriva prematuramente, si ritrovano nei corpi di adolescenti. Danneggiati di conseguenza, i loro ricordi di chi sono e la storia dell'unicorno nel corso dei secoli sono andati perduti, con alcune delle loro abilità magiche indebolite e frammentate. Non solo devono proteggere il mondo dall'oscurità prevalente, ma devono farlo navigando tra le risate e l'umorismo inaspettati che derivano dall'angoscia e dalle emozioni adolescenziali.
La serie viene trasmessa negli Stati Uniti su Adult Swim dal 5 maggio 2023.

## Trama
Una forza malvagia si sta addentrando nell'oscura rivoluzione industriale londinese quando un gruppo di eroi soprannominato Unicorn vengono risvegliati accidentalmente nei corpi di adolescenti invece che in quelli adulti che hanno incarnato nel passato. Melinda, una potente maga, Seng, un monaco cosmico, e Edred, un elfo guerriero. Con i ricordi distorti e le loro abilità magiche indebolite e frammentate, il trio deve lavorare insieme con l'aiuto del loro robot a vapore, Copernicus, per svelare i misteri del loro passato e presente che riveleranno il loro percorso per sconfiggere la minaccia.

## Episodi
| Stagione       | Episodi | Prima TV USA | Prima TV Italia |
| -------------- | ------- | ------------ | --------------- |
| Prima stagione | 10      | 2023         | inedita         |

## Personaggi e doppiatori

### Personaggi principali
- Emma Fairfax, doppiata da Hazel Doupe.
La figlia della ricca famiglia Fairfax e l'attuale ospite dell'anima di Melinda, una potente maga. Ha sviluppato un disturbo dissociativo dell'identità a causa del risveglio precoce di Melinda, che fa alternare i ricordi e le personalità di Emma e Melinda, finendo per perdere il controllo dei suoi poteri durante qualsiasi forma emotiva.
  - Melinda, doppiata da Grey DeLisle.
Una potente maga.
- Alfie, doppiato da Demari Hunte.
Un orfano che viveva nei resti di una scuola abbandonata e l'attuale ospite dell'anima di Seng, un monaco cosmico. Reincarnarsi in un bambino ha reso il piano cosmico troppo difficile da comprendere, lasciandolo in uno stupore simile a un sogno.
  - Seng, doppiato da Alain Uy.
Un monaco cosmico.
- Dimitri, doppiato da Tom Milligan.
Un mago di strada e l'attuale ospite dell'anima di Edred, un elfo guerriero. A differenza degli altri, Dimitri è riuscito a conservare la maggior parte dei ricordi e del potere di Edred, nonostante ammetta che anche la sua mente si sente "offuscata".
  - Edred, doppiato da Jacob Dudman.
Un elfo guerriero.
- Copernicus.
Un robot a vapore che riunisce le tre anime insieme.

### Personaggi ricorrenti
- Signor Edward Fairfax, doppiato da Ron Bottita.
Il padre di Emma.
- Signora Katherine Fairfax, doppiata da Rosalind Ayres.
La madre di Emma.
- Merlino, doppiato da Jeremy Crutchley.
Il leggendario mago della corte di Re Artù e colui che per primo ha riunito l'Ordine dell'Unicorno. Fu Merlino a scoprire Copernicus durante una ricerca nel tempo.
- Winston, doppiato da George Webster.
Il fidanzato di Emma.
- Evil, doppiato da Grey DeLisle.
Un antico male supremo che è stato combattuto e contrastato dagli unicorni nel corso della storia. Attualmente assume la forma di una donna volpe antropomorfa.

## Trasmissione internazionale
- 5 maggio 2023 negli Stati Uniti su Adult Swim;[1]
- 6 maggio 2023 in Canada su Adult Swim;
- 6 maggio 2023 in Francia su Adult Swim;[3][4]
- 6 maggio 2023 in Germania su Vodafone GigaTV;[5][6]
- 6 maggio 2023 in Spagna su HBO Max;[7]
- 6 maggio 2023 nel Regno Unito su Channel 4;[8]